# Pavľany
Pavľany (deutsch Sankt Paul, ungarisch Szepesszentpál – bis 1898 Pavlyán) ist eine Gemeinde im Osten der Slowakei mit 43 Einwohnern (Stand 31. Dezember 2024) und gehört zum Okres Levoča, einem Kreis des Prešovský kraj, sowie zur traditionellen Landschaft Zips.

## Geografie
Die Gemeinde befindet sich am Südhang der Leutschauer Berge. Das Ortszentrum liegt auf einer Höhe von 803 m n.m. und ist 15,5 Kilometer von Levoča entfernt.
Nachbargemeinden sind Nižné Repaše im Norden, Oľšavica im Nordosten, Studenec und Spišské Podhradie im Osten, Lúčka im Südosten, Jablonov im Süden und Südwesten sowie Vyšné Repaše im Nordosten.

## Geschichte
Der Ort entstand im 13. Jahrhundert auf dem damaligen Gemeindegebiet von Jablonov und wurde zum ersten Mal 1242 als Polan schriftlich erwähnt. Des Weiteren lag bei Pavľany eine mittelalterliche Siedlung namens Krigov. 1339 war das Dorf Besitz des Zipser Kapitels, im 18. Jahrhundert des Bistums Zips. 1787 hatte die Ortschaft 37 Häuser und 253 Einwohner, 1828 zählte man 50 Häuser und 371 Einwohner, deren Haupteinnahmequelle Landwirtschaft war.
Bis 1918 gehörte der im Komitat Zips liegende Ort zum Königreich Ungarn und kam danach zur Tschechoslowakei beziehungsweise heute Slowakei.

## Bevölkerung
| Jahr                | 1994 | 2004     | 2014     | 2024     |
| ------------------- | ---- | -------- | -------- | -------- |
| Anzahl der Personen | 118  | 81       | 53       | 43       |
| Unterschied         |      | −31,35 % | −34,56 % | −18,86 % |

| Jahr                | 2023 | 2024 |
| ------------------- | ---- | ---- |
| Anzahl der Personen | 43   | 43   |
| Unterschied         |      | +0 % |

Gemäß der Volkszählung 2011 wohnten in Pavľany 58 Einwohner, davon 48 Slowaken. 10 Einwohner machten keine Angabe zur Ethnie.
47 Einwohner bekannten sich zur römisch-katholischen Kirche und bei 11 Einwohnern wurde die Konfession nicht ermittelt.

## Bauwerke
- römisch-katholische Peter-und-Paul-Kirche aus dem Jahr 1930